# Asparagus scoparius
Asparagus scoparius là một loài thực vật có hoa trong họ Măng tây. Loài này được Lowe mô tả khoa học đầu tiên năm 1831.

## Hình ảnh

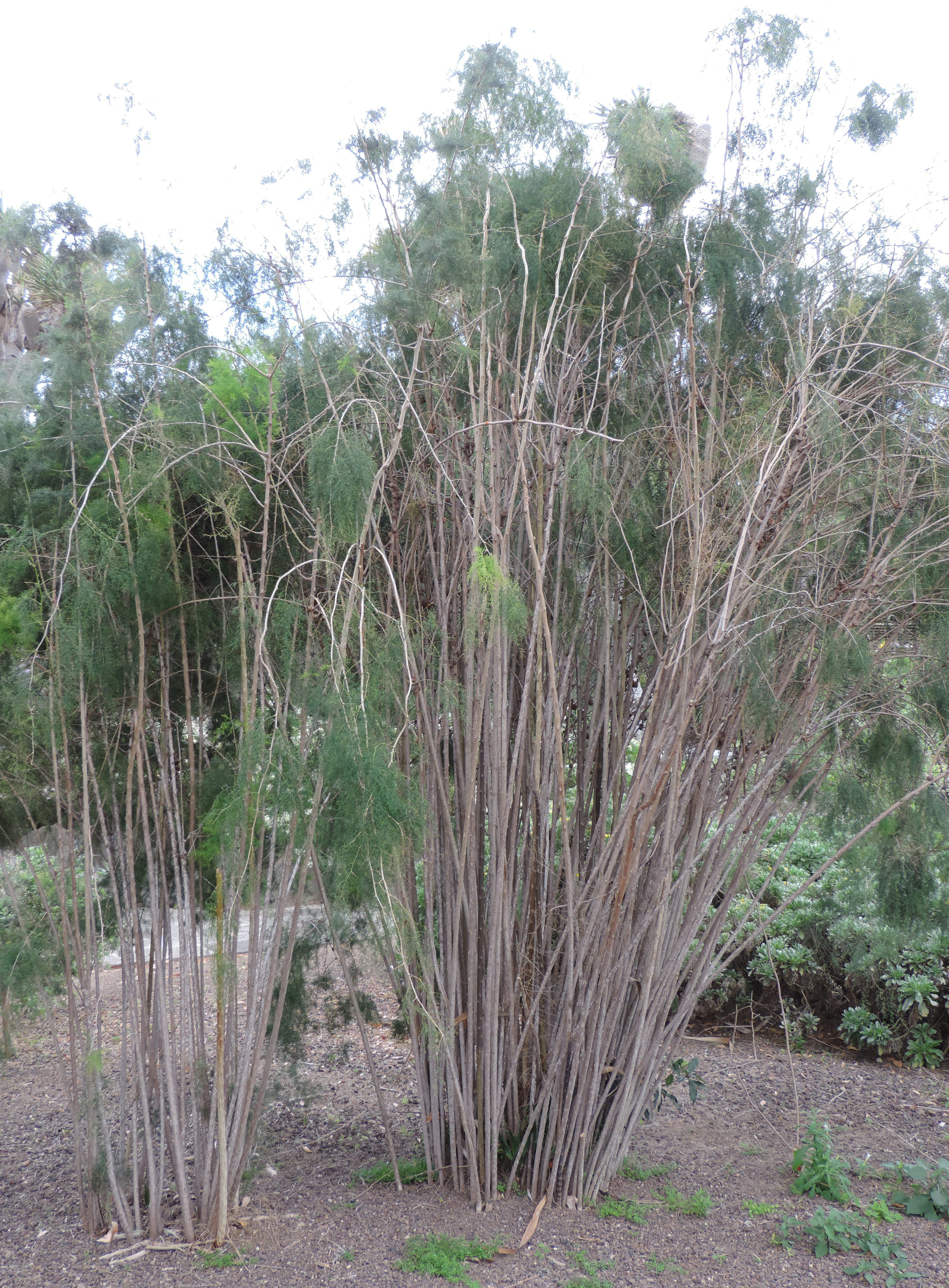
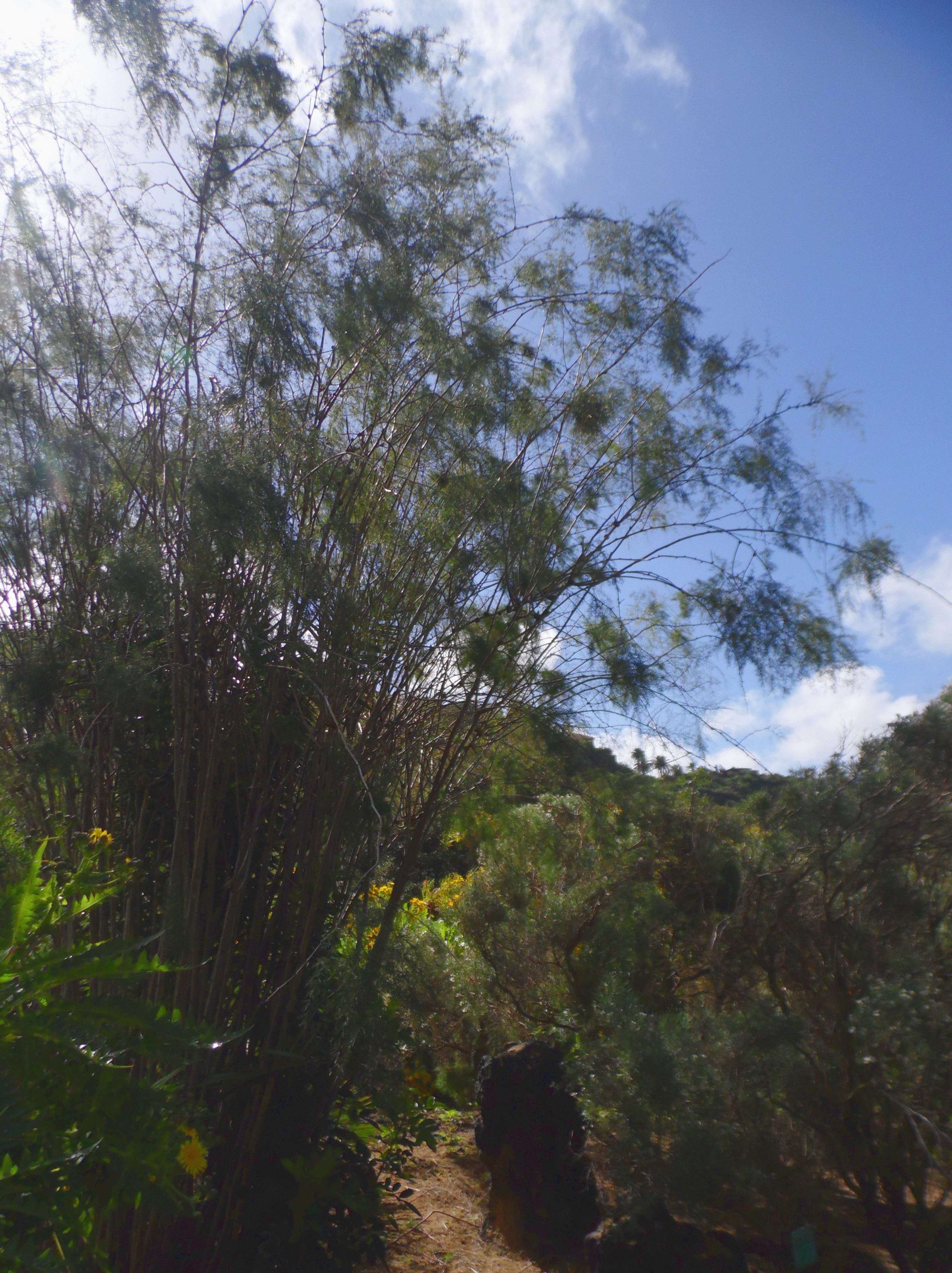
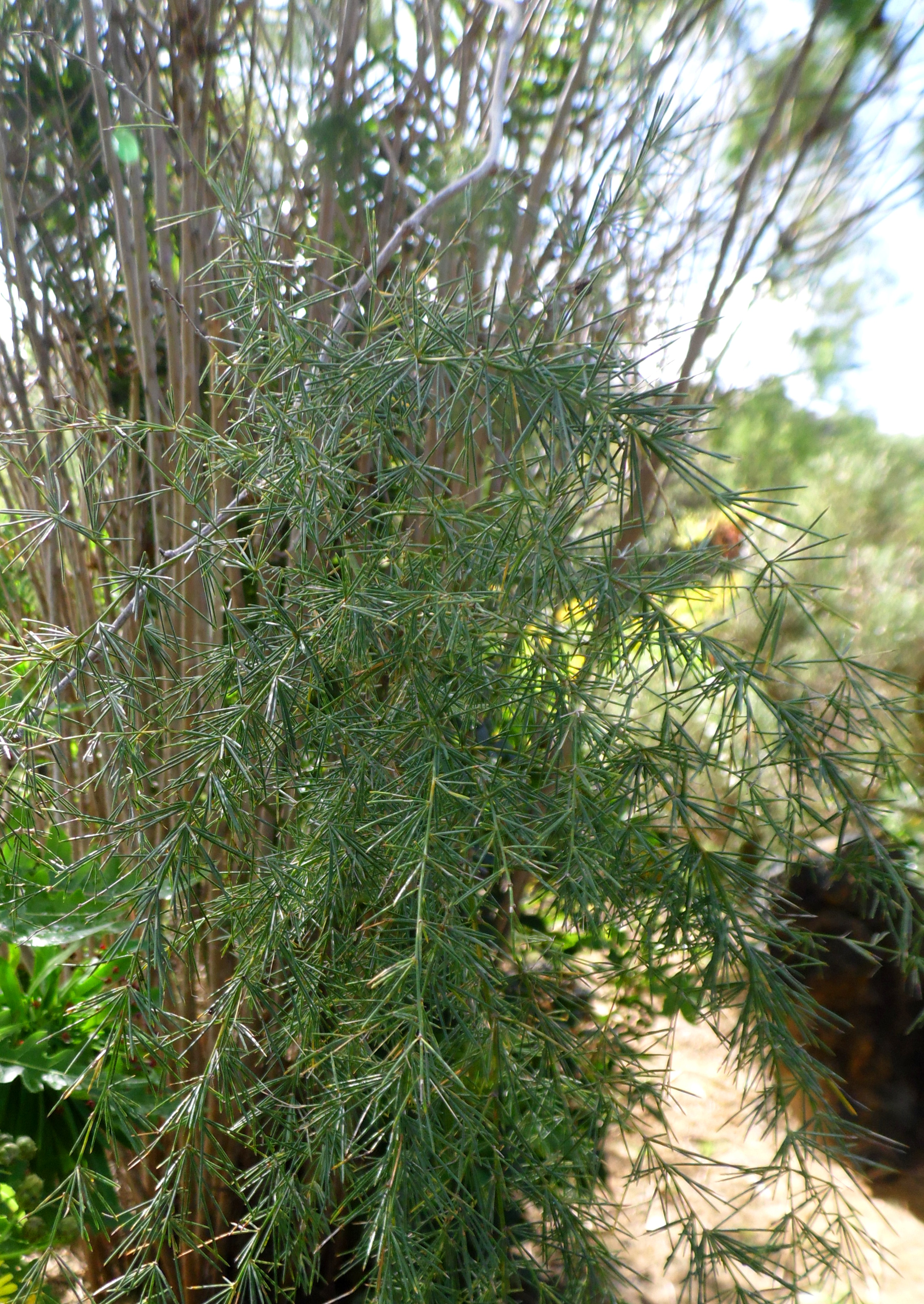
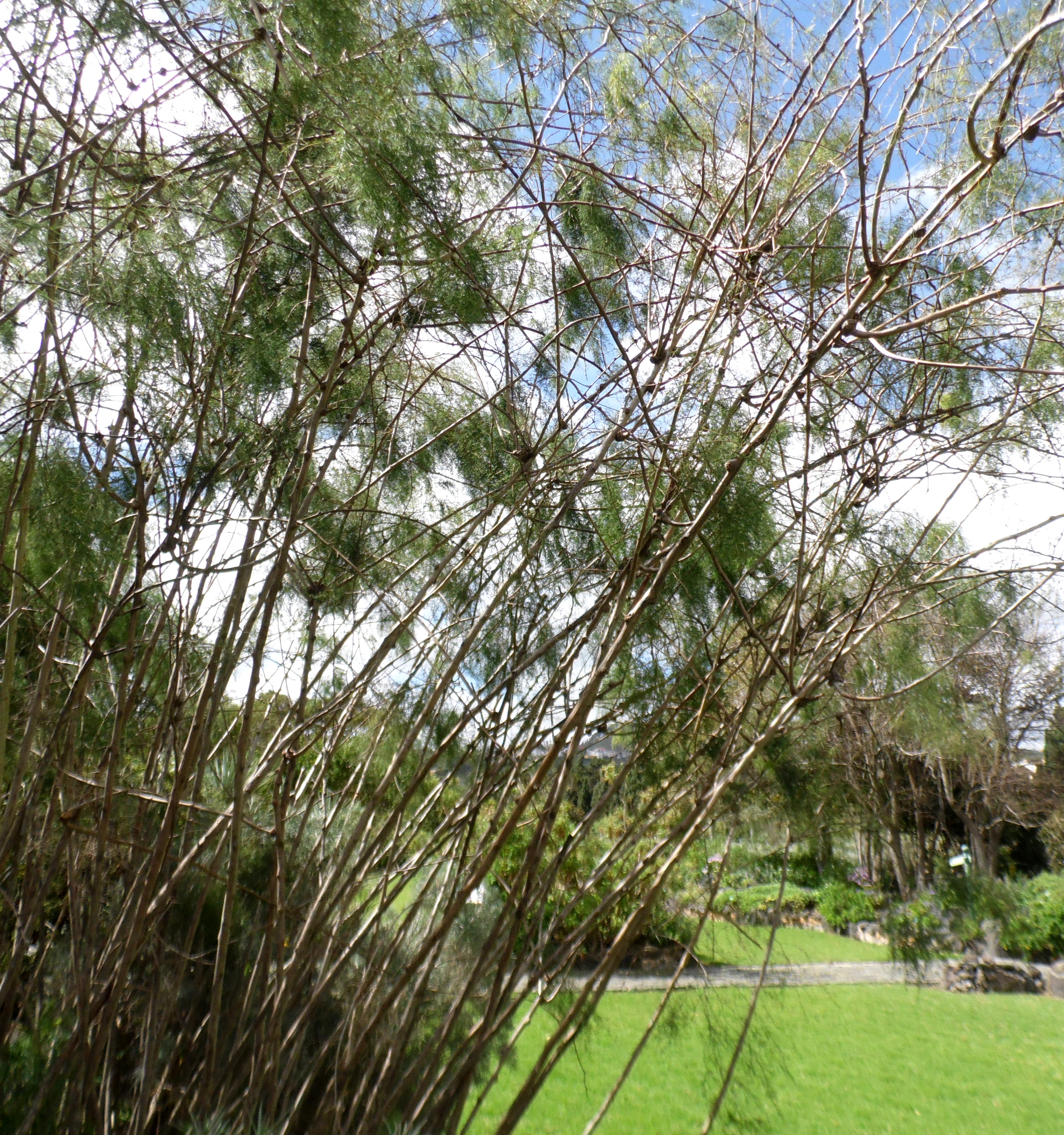